# Suzanne Lanoy
Pour les articles homonymes, voir Lanoy.
Suzanne Lanoy , née Suzanne Julie Blin  le 8 juillet 1913 à Bully-en-Gohelle et morte sous la torture le 6 mars 1944 à Douai, est une enseignante et une résistante française.

## Biographie

### Jeunesse

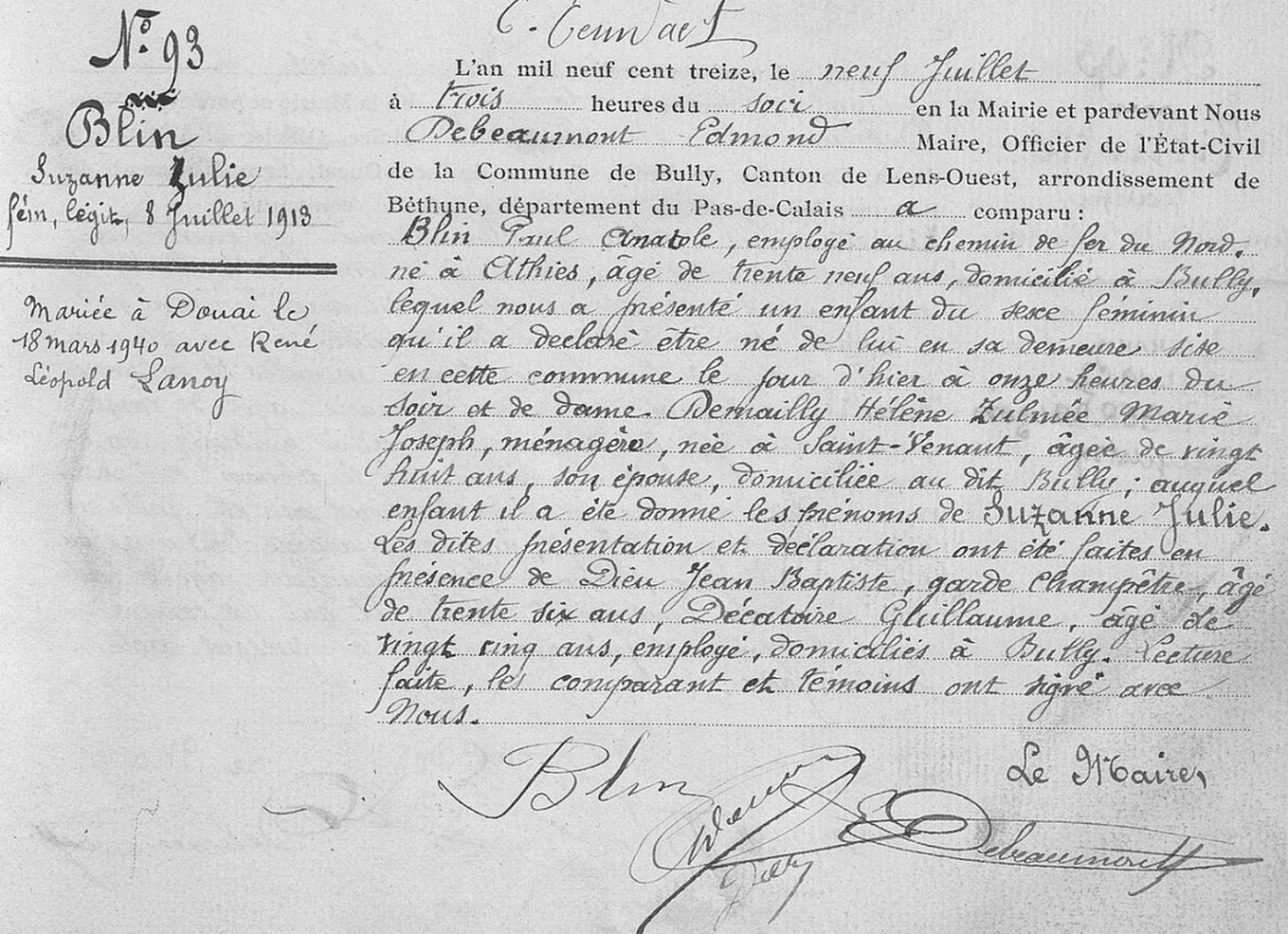
Acte de naissance.

Suzanne Julie Blin est née le 8 juillet 1913 au domicile de ses parents, cité des cheminots à Bully. Son père est Paul Blin (1874-1958), employé au Chemin de fer du Nord et sa mère, Hélène Demailly (1885-1918). Elle est la plus jeune de trois filles.
Elle fréquente le cours complémentaire de Bully-les-Mines de 1924 à 1929, puis entre à l’École normale d’institutrices d’Arras en 1929. Elle est ensuite admise en quatrième année à l’École normale d'institutrices de Rennes. Elle est reçue première au concours du professorat d'histoire-géographie des écoles normales en 1935,.
Elle travaille comme institutrice stagiaire à Fleurbaix puis au cours complémentaire d’Hesdin, enseigne dans les écoles normales de La Roche-sur-Yon de 1935 à 1936 puis de Douai de 1936 à 1940. À ce moment-là, le régime de Vichy décide la fermeture des écoles normales d'instituteurs et institutrices, considérées comme des foyers de laïcisme et de républicanisme. De 1940 à sa mort en 1944, elle enseigne à l’école primaire supérieure de Douai.
Elle épouse René Lanoy, professeur des sciences naturelles, le 18 mars 1940. Ils ont un fils, André,.
En 1934, Suzanne Blin adhère au Parti communiste. De 1936 à 1939, elle donne des conférences à la Maison de la Culture à Lille, ainsi qu’aux militants ouvriers à Douai et devient, en 1936, la secrétaire parlementaire du député-mineur de Douai, Henri Martel.

### Seconde Guerre mondiale
Le Parti communiste est interdit par un décret-loi du 26 septembre 1939 et passe dans la clandestinité. À partir de l'automne 1940, Suzanne Lanoy-Blin entreprend la réorganisation du Parti communiste clandestin du Douaisis et constitue des comités féminins qui deviendront par la suite l’Union des Femmes Françaises. À la même période, elle rejoint un groupe d'instituteurs d'Arras et distribue les journaux et tracts du Parti communiste.
À la fin de 1941, début 1942, le Front National, mouvement de la Résistance intérieure, s’implante dans le Nord, René et Suzanne Lanoy-Blin sont chargés de son implantation dans le Douaisis et le Cambrésis.
Vers la fin du mois d’octobre 1942, Suzanne Lanoy-Blin est arrêtée par la police française, elle est soupçonnée de poursuivre une activité clandestine mais relâchée faute de preuve,.
À la suite de la naissance de leur fils, Suzanne Lanoy-Blin ralentit ses activités de résistante et se consacre à la propagande. Elle rédige le journal clandestin du Front National des instituteurs du Nord et du Pas-de-Calais, La Pensée Française, destiné plus précisément aux enseignants et aux intellectuels. À la fin de 1942, elle crée un nouveau journal du Front National : Vaincre,.
En avril 1943, René Lanoy prend sa nouvelle responsabilité au Front national du Pas-de-Calais, responsabilité qu’il exerce jusqu’à la Libération sous le pseudonyme de « Gilbert ». Le 1er mars 1944, la police allemande, sur la piste de René Lanoy, perquisitionne le domicile familial. René Lanoy, prévenu par la nourrice de leur enfant de seize mois (selon un code convenu: le volet à demi baissé signifie un danger) n'est pas présent, mais la police trouve un poste TSF et des documents servant à la rédaction clandestine de journaux. Le lendemain, 2 mars 1944, la Gestapo arrête Suzanne Lanoy-Blin. Elle est conduite au siège de la police allemande, le Sicherheitsdienst, situé quai du Maréchal Foch à Douai. Elle y est sauvagement torturée alors qu’elle est enceinte de son deuxième enfant,,.
Le soir du 6 mars 1944, Suzanne Lanoy-Blin succombe à ses blessures sans avoir livré de noms. Les autorités allemandes essaient de faire passer sa mort pour un suicide, déclarant à ses sœurs qui souhaitent lui rendre visite le 7 mars 1944, qu’elle s’est pendue la veille. Les Allemands l’enterrent à la sauvette le lendemain au cimetière de Douai et laissent des agents sur place pour arrêter René Lanoy s'il vient se recueillir sur la tombe de sa femme. Quelques jours plus tard, des résistants plantent une croix portant ces mots : « Suzanne Lanoy-Blin, héroïne de la résistance morte pour la France le 6 mars 1944 ». Peu de temps après, un commandant FTP abat le tortionnaire de Suzanne Lanoy-Blin.
René Lanoy continue son activité dans le Pas-de-Calais. Mais il trouve lui aussi la mort quelques mois plus tard dans un accident de voiture, le 14 décembre 1944, à Sainte-Catherine-lès-Arras.
Suzanne Lanoy-Blin est inhumée au cimetière de Douai, sur le finage de Sin-le-Noble.

## Distinction
- Médaille de la Résistance française avec rosette à titre posthume (décret du 3 janvier 1946)[9],[10]

## Hommages
Suzanne Lanoy-Blin a le grade de lieutenant des Forces Françaises de l'Intérieur.
De nombreuses écoles portent le nom de Suzanne Lanoy Blin : à Bully-les-Mines, Erre, Férin, Hornaing, Lambersart, Leers, Louvroil, Hornaing, Mouvaux, Nœud-les-Mines, Pecquencourt, Wingles, ainsi que des rues ou places dans de nombreuses communes du nord de la France : Bruille-lez-Marchiennes, Cuincy, Douai, Hérin, Rieulay, Somain, Haillicourt, Éleu-dit-Leauwette, Fenain, Flines-lez-Raches, Tourcoing, etc.
Son nom est gravé sur :
- Le monument des Résistants à Bruille-lez-Marchiennes
- des plaques commémoratives :
  - à l’École normale de Rennes,
  - sur sa maison natale, rue de Condé à Bully-les-Mines, porte la mention « Suzanne BLIN , Héroïne Française, Morte à la suite des tortures de ses bourreaux allemands est née dans cette maison, La population bullygeoise reconnaissante »[13]
  - sur la maison du couple, en face du 130 rue de la Herse « A vécu dans cette maison Suzanne LANOY née le 8 juillet 1913, Professeur à l'École Normale de Douai, Résistante, arrêtée le 29 février 1944, Morte pour la France sous la torture le 7 mars 1944 »,
  - à la Chapelle de l'hôtel de ville de Douai, et
  - sur le mur de l'école primaire Suzanne Blin, de Bully-les-Mines, inaugurée en octobre 2010[11] .

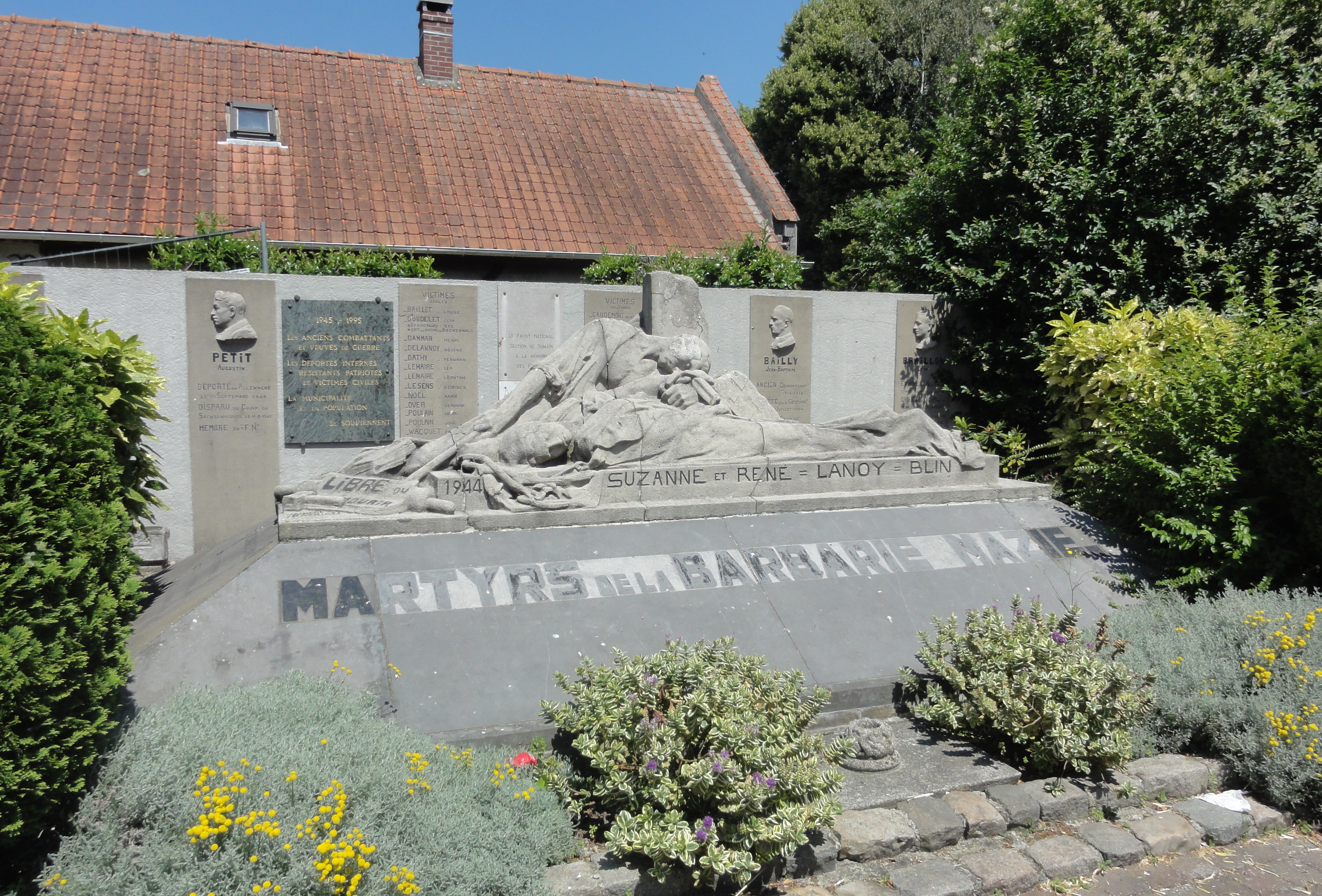
Monument à Bruille-lez-Marchiennes.
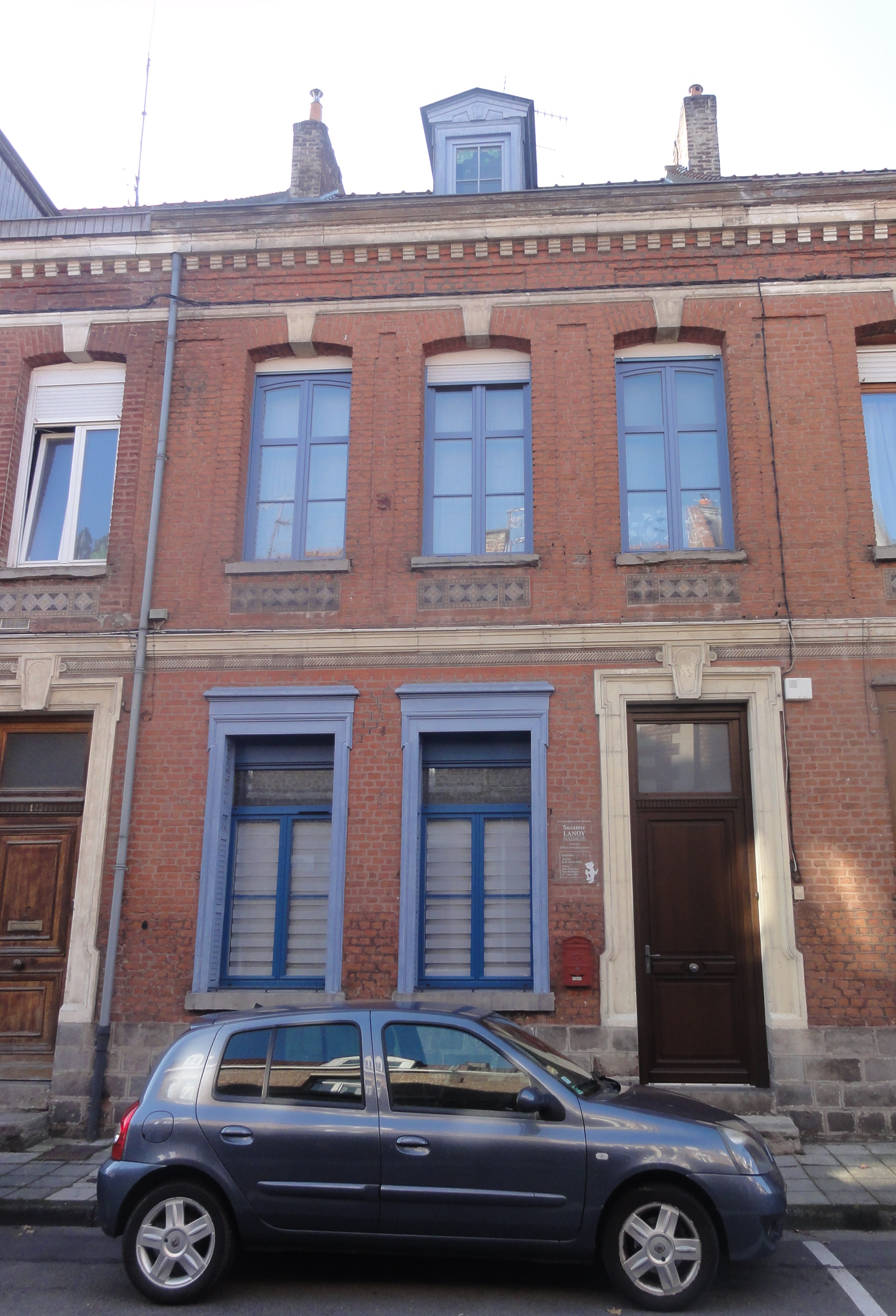
Maison sise rue de la Herse à Douai.
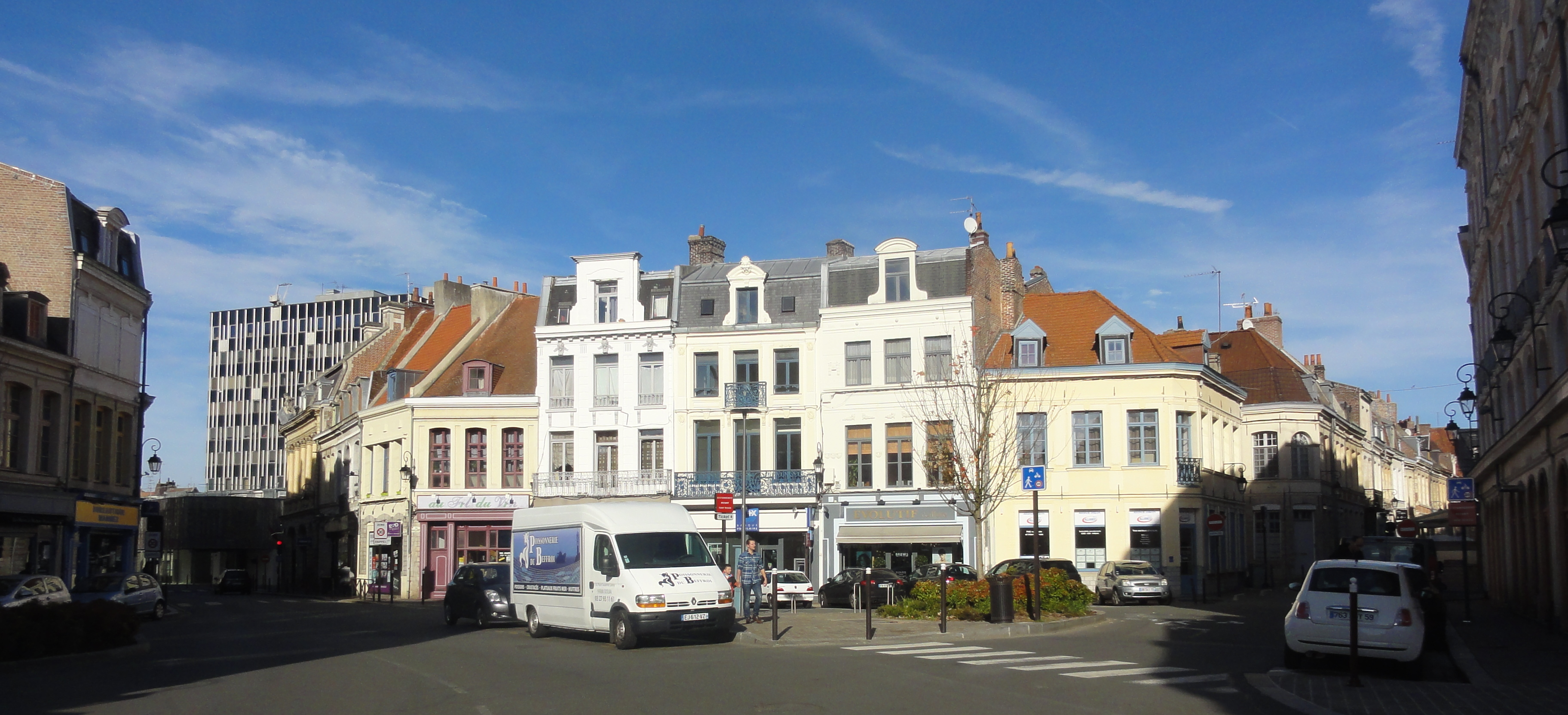
La place Suzanne-Lanoy à Douai.
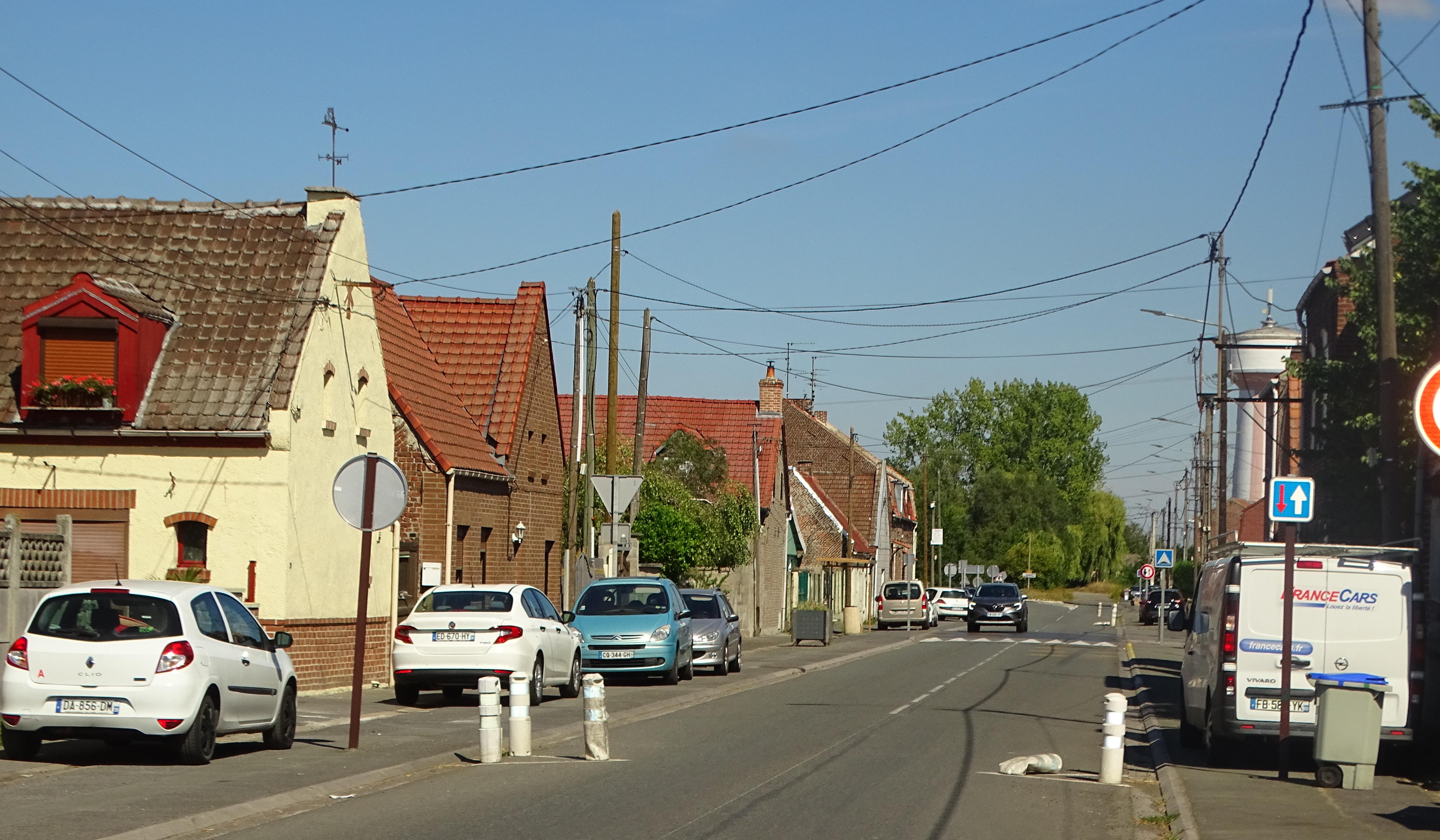
Rue Suzanne-Lanoy à Bruille-lez-Marchiennes.
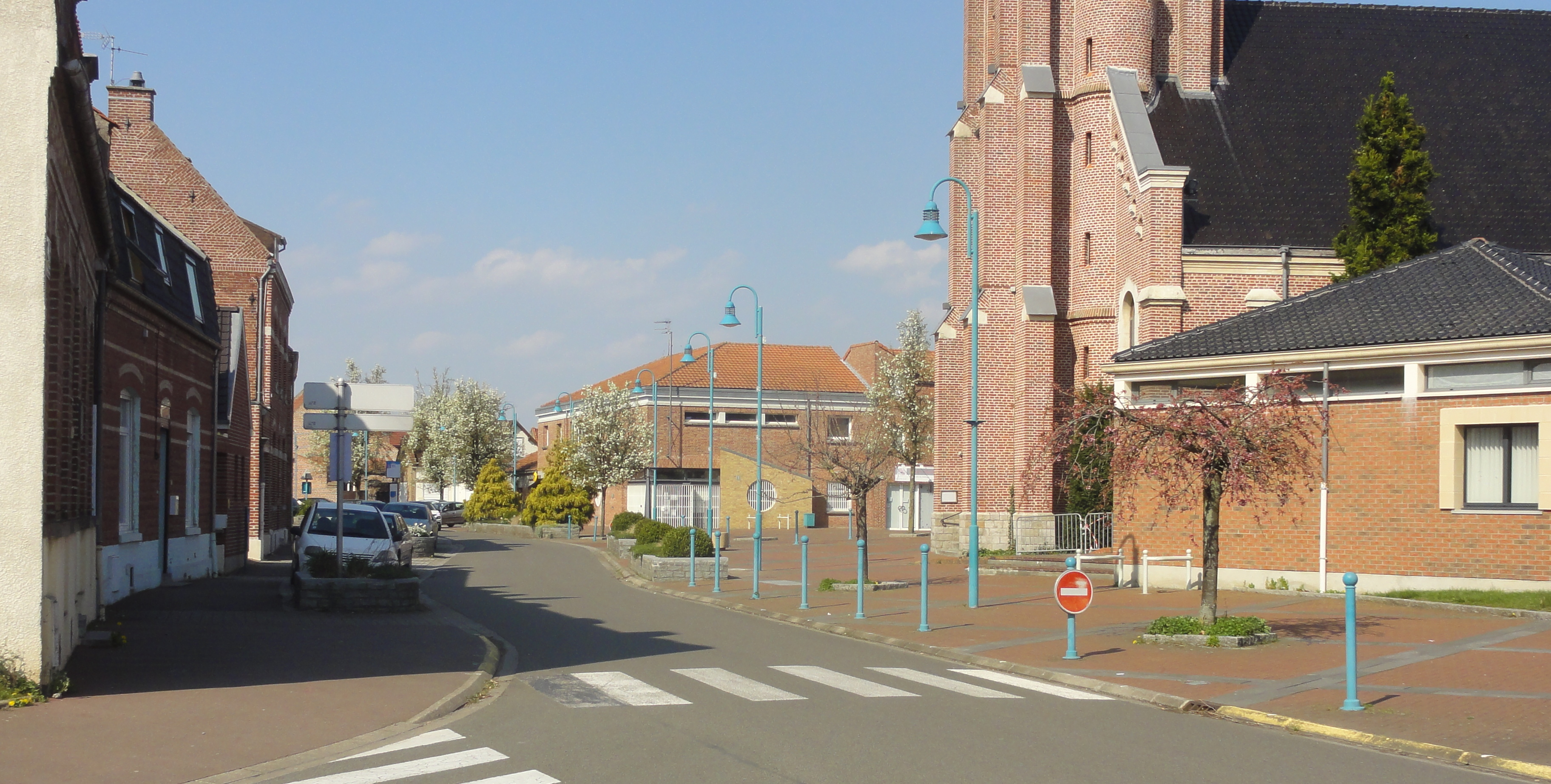
Rue Suzanne-Lanoy à Cuincy.
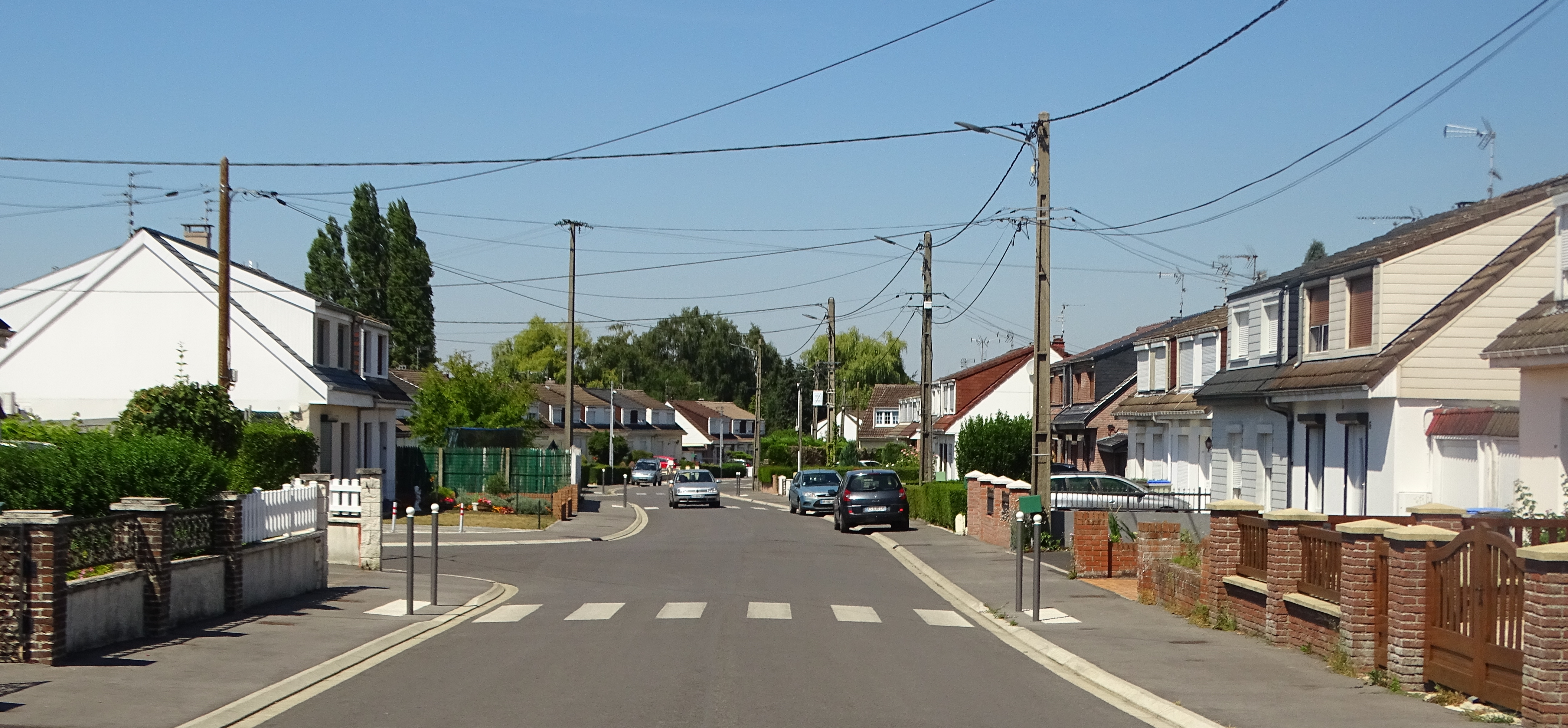
Rue Suzanne-Lanoy à Fenain.
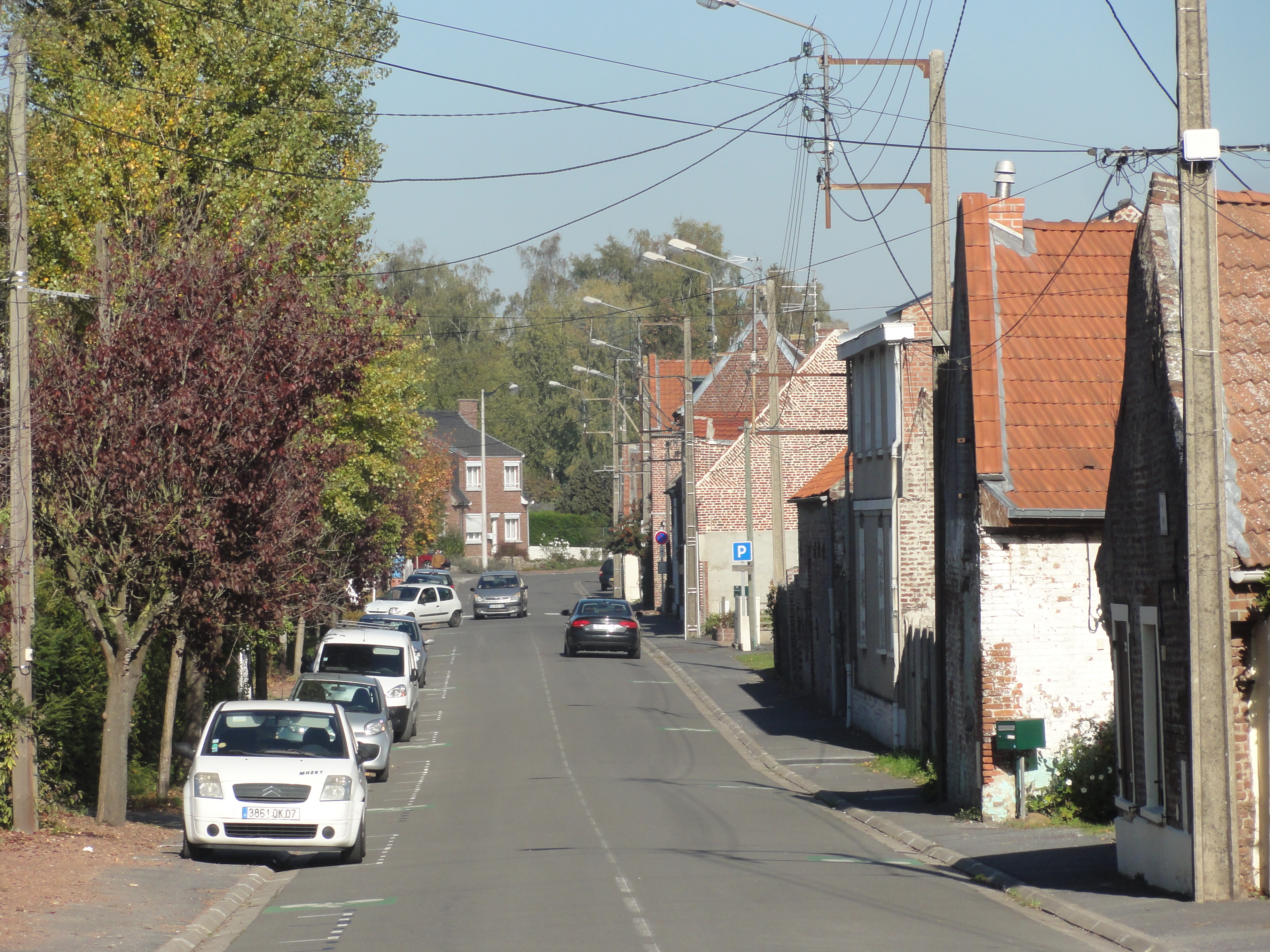
Rue Suzanne-Lanoy à Rieulay.
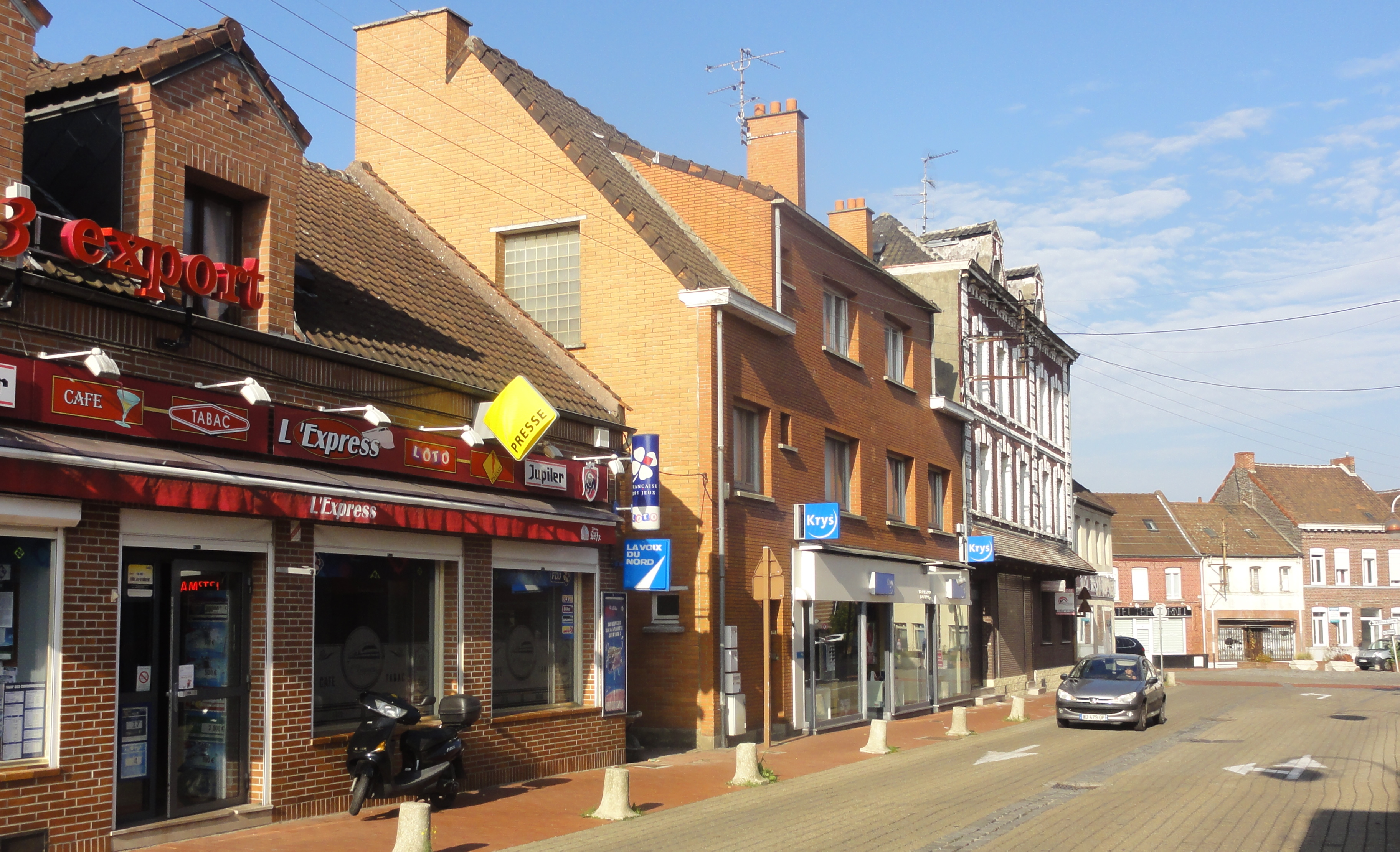
Rue Suzanne-Lanoy à Somain.
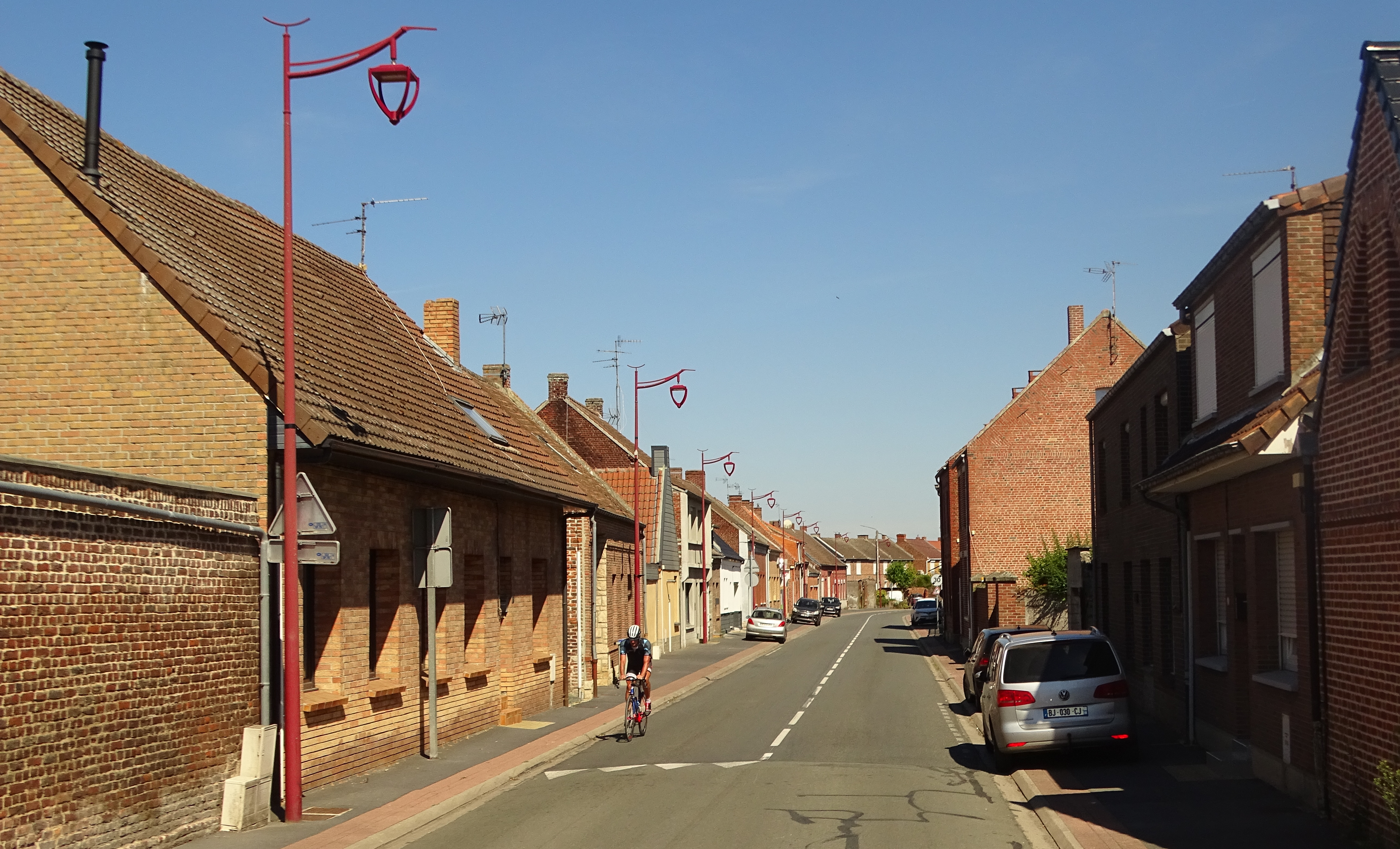
Rue Suzanne-Lanoy, à Vred.

Une cérémonie de commémoration en l'honneur de René Lanoy et Suzanne Blin a lieu le 11 décembre 2011 et en présence des portes drapeaux et des associations d'anciens combattants, André Bouzigues, le maire de Sainte-Catherine, accompagné de son conseil municipal, Charles Gheerbrant, ancien député et maire de Saint-Nicolas-Lez-Arras, Bernard Belgeulle le président départemental de l'ANACR et René Liétard, 85 ans et incontournable mémoire patriotique de l'Artois.